# Лика Янко
Лика Янко (настоящие имя и фамилия — Евангелия Грабова) (болг. Лика Янко; 19 марта 1928, София, Третье Болгарское царство — 22 июня 2001, София, Болгария) — болгарская художница.

## Биография

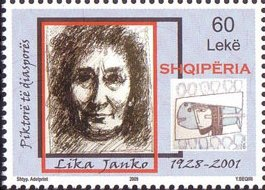
Почтовая марка Албании, посвящённая Лике Янко. 2009 г

Родилась в семье эмигрантов из Албании. Дочь общественного деятеля, председателя Союза албанских культурных обществ Болгарии. Училась во Французском колледже в Софии, где впервые познакомилась с творчеством таких художников, как Сезанн, Ван Гог, Гоген, которые позже повлияли на её творчество.
В 1946 году поступила в Художественную академию в Софии. Изучала искусство живописи, в классе профессоров Дечко Узунова и Илии Петрова. Учёбы не закончила.
После серьёзной критики её первой персональной выставки в 1967 году в Софии, которая была досрочно закрыта, не выставлялась до 1981 года, когда её пригласила поучаствовать Людмила Живкова, дочь Генерального секретаря ЦК БКП, Председателя Государственного Совета Народной республики Болгария Тодора Живкова.
В середине 1970-х годов её картины стали покупать иностранные посольства и получили высокую оценку европейских специалистов. За всю свою жизнь провела 7 персональных выставок. При жизни подарила Софийской городской картинной галерее 82 своих полотна.
Её картины хранятся почти во всех художественных галереях Болгарии, а также в большинстве дипломатических посольств в стране — Франции, Италии, Германии, Испании, Швейцарии, Португалии, Аргентины, Колумбии, Индии, Египта, Индонезии, Японии и многих других.
Умерла от пневмонии.

## Память

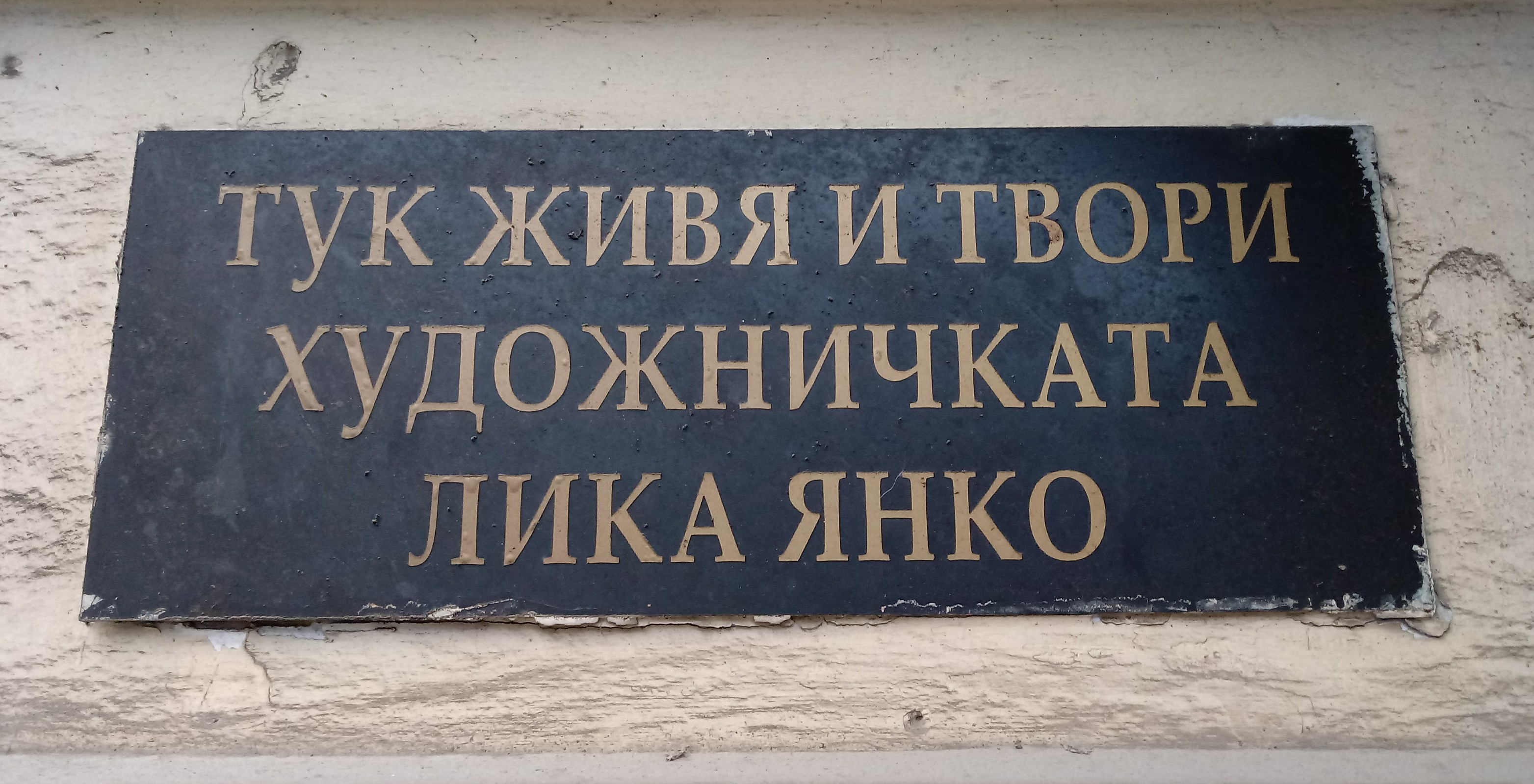
Мемориальная таблица на доие, где жила художница

- В Софии установлена мемориальная таблица на доме, где жила художница.
- В 2009 г. почта Албании выпустила марку с её изображением.